# 双合駅
双合駅（そうごう-えき）は中華人民共和国北京市朝陽区に位置する北京地下鉄7号線の駅である。2014年12月28日に開業した。

## 駅構造

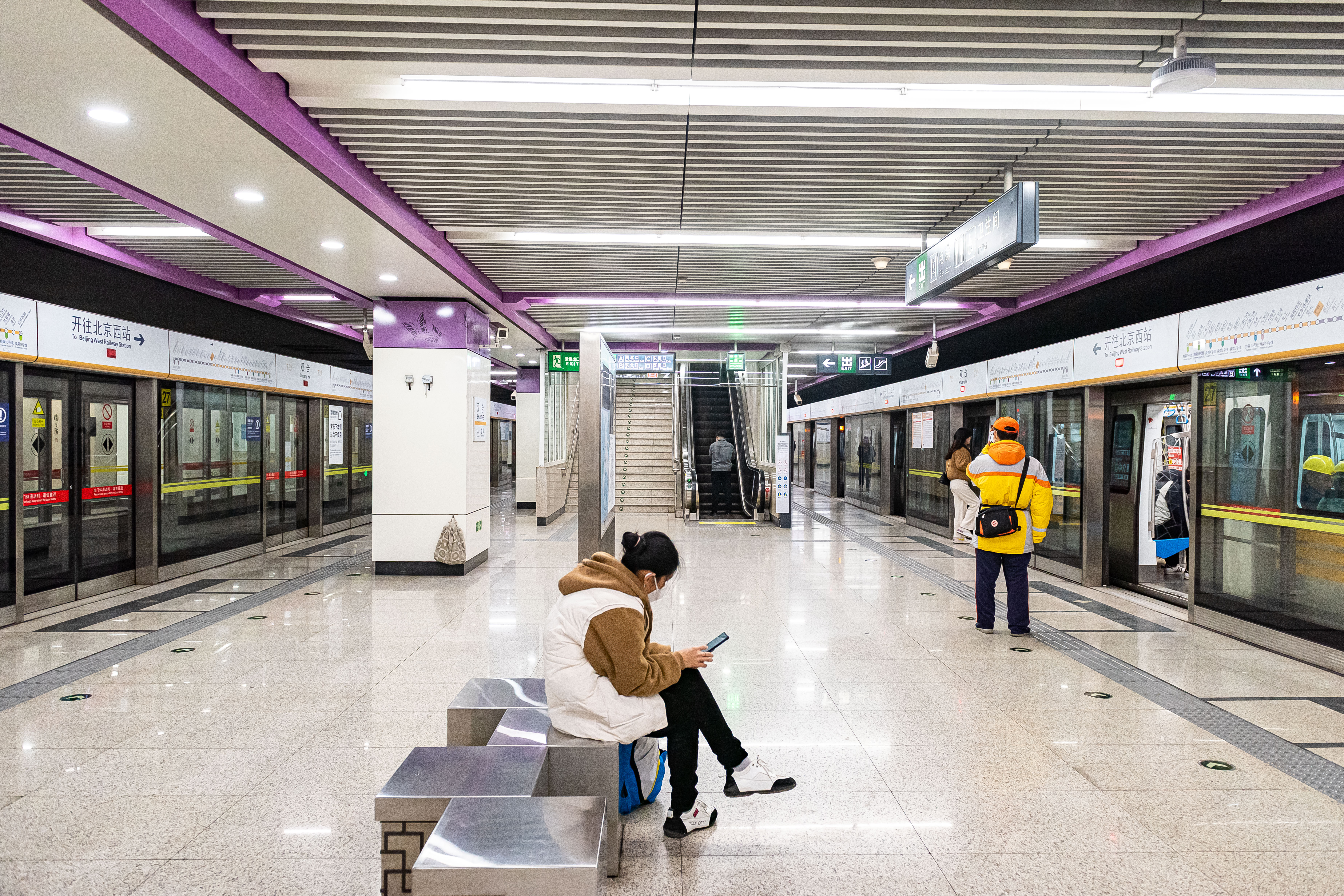
ホーム

島式ホーム2面3線の地下駅である。

## 駅周辺
- 楽乎青年社区
- 603文化創创意園
- 双合家園
- 北京市工業技師学院

## 歴史
- 2014年12月28日 - 7号線が開業。

## 隣の駅
北京地下鉄
■7号線
垡頭駅 - 双合駅 - 焦化廠駅
座標: 北緯39度51分29秒 東経116度31分20秒 / 北緯39.8581度 東経116.5223度